# (5151) Weerstra
(5151) Weerstra (2160 T-2) – planetoida z grupy pasa głównego asteroid okrążająca Słońce w ciągu 5 lat i 259 dni w średniej odległości 3,19 j.a. Została odkryta 29 września 1973 roku w Palomar Observatory przez Cornelisa van Houtena, Ingrid van Houten i Toma Gehrelsa.